# Bayside (Wisconsin)
Bayside è un comune degli Stati Uniti, situato in Wisconsin, nella Contea di Milwaukee e in parte nella Contea di Ozaukee.